# Cimiano
Cimiano is een metrostation in de Italiaanse stad Milaan dat werd geopend op 26 mei 1969 en wordt bediend door lijn 2 van de metro van Milaan.

## Geschiedenis
Het station is genoemd naar de buurt rondom en werd gebouwd in het kader van de bouw van een vrije baan voor de interlokale tram naar het Addadal. In 1959 werd een project ingediend om de bestaande interlokale tram van de weg te halen en als sneltram op een vrije baan te brengen in verband met het toenemende wegverkeer. In dit project was het station opgenomen onder de naam Via Monteggia. De vrije baan ten oosten van de Lambro werd tussen 1962 en 1968 gebouwd en het deel, waaronder Cimiano, tussen de Lambro en de stad volgde begin 1969. Op 26 mei 1969 begon de sneltramdienst over de vrije baan ten westen van de Lambro. Tijdens de aanleg van de vrije baan werd besloten om deze te koppelen aan metrolijn 2 die sinds 1964 in aanbouw was, zodat reizigers zonder overstappen van en naar de stad konden rijden. Hiertoe werd ten zuiden van het station een helling gebouwd die aansluit op het verlengde van de metrotunnel ten noorden van Udine. Op 27 september 1969 werd lijn 2 geopend en een dag later begon de metrodienst tussen de Lambro en Caiazzo. Op het bovengrondse deel reden de sneltrams en metrostellen door elkaar waarbij de sneltrams ten zuiden van het station aftakten naar het eindpunt bij de Piazza Sire Raul. In 1972 werden de trams uitgerangeerd en sinds 4 december 1972 wordt de gehele dienst verzorgd door de metro.

## Ligging en inrichting
Het station ligt parallel aan de oostkant van de Via Palmanova ter hoogte van de Via Don Luigi Orione. 
Onder de Via Palmanova ligt een voetgangerstunnel met kiosk die Via Don Orione en de Via Pusano verbindt. De verdeelhal is toegankelijk vanuit de voetgangerstunnel en ligt onder de sporen aan de westkant van het perron. Aan de buitenkant van de toegangspoortjes liggen ter hoogte van de verdeelhal een kiosk en een snackautomaat. Verdeelhal en perron zijn onderling verbonden met een roltrap en twee vaste trappen waarvan er een is voorzien van een traplift voor rolstoelgebruikers. Het perron zelf is gedeeltelijk voorzien van een overkapping. Ten zuiden van het station ligt de helling naar de oostelijke tunnelmond van lijn 2 en lag een aftakking voor trams die eind 1981 is opgebroken. Naast de helling ligt nog wel een opstelspoor dat vanaf het station berijdbaar is. Ten noorden van het station liggen twee doorgaande sporen met daartussen een opstelspoor dat zowel vanaf Cimiano als Crescenzago berijdbaar is.    

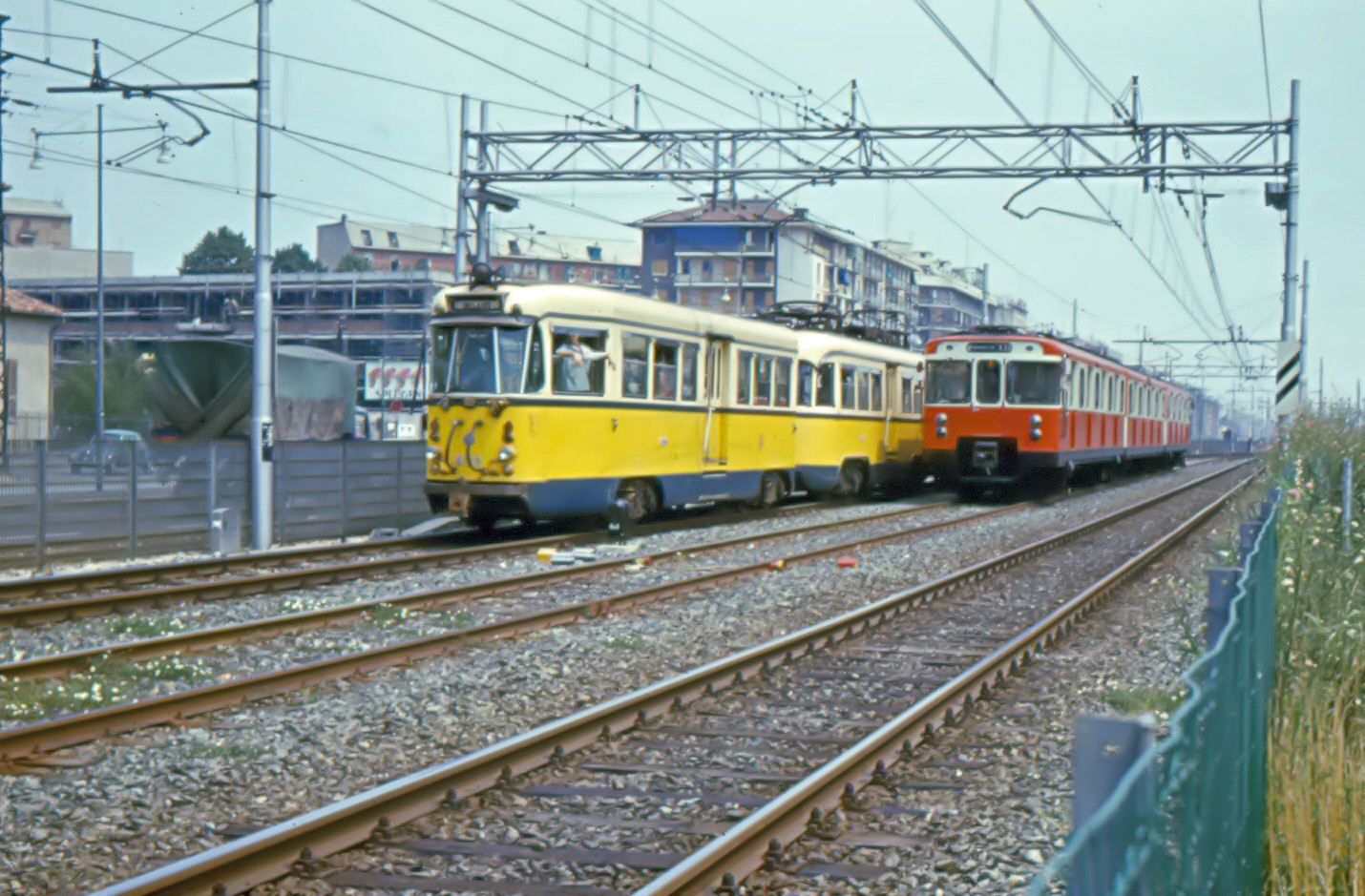
Gemengd metro/trambedrijf op de drie sporen ten noorden van het station.
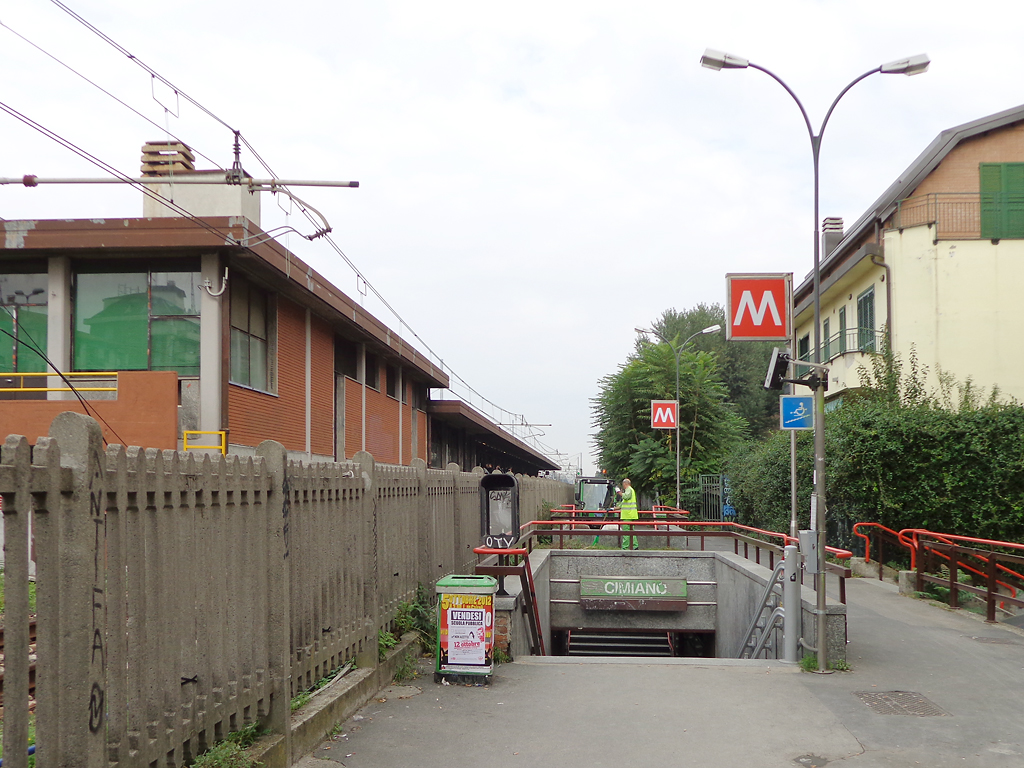
De toegang aan de Via Pusano.
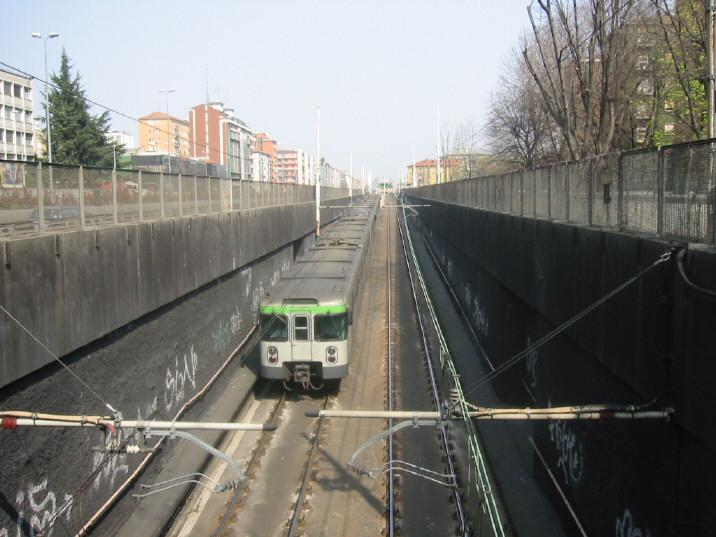
De helling ten zuiden van het station gezien vanaf de tunnelmond